# Expeditie van Khalid ibn al-Walid (Dumatul Jandal)
De Expeditie van Khalid ibn al-Walid (Dumatul Jandal) vond plaats in rajab 9 AH (oktober 630).
Mohammed stuurde Khalid ibn al-Walid met 420 ruiters naar Ukaydir ibn 'Abd al-Malik, de christelijke prins van Dumatul Jandal. Bij Ukaydirs kasteel aangekomen, zag Khalid dat Ukaydir met zijn broer Hassan aan het jagen was op wilde koeien. Een gevecht volgde waarin Ukaydir werd gevangengenomen en zijn broer Hassan werd gedood. Daarnaast werd Ukaydirs broer Musad gevangengenomen. Ukaydir en Musad werden naar Mohammed gebracht. Deze spaarde hun leven op voorwaarde dat Ukaydir hem 2000 kamelen, 800 stuks vee, 400 maliënkolders en 400 speren zou geven. Daarnaast moest hij voortaan de djizja betalen.